# Macromitrium moorcroftii
Macromitrium moorcroftii är en bladmossart som beskrevs av Schwaegrichen 1826. Macromitrium moorcroftii ingår i släktet Macromitrium och familjen Orthotrichaceae. Inga underarter finns listade i Catalogue of Life.